# Rynkatorpa pawsoni
Rynkatorpa pawsoni is een zeekomkommer uit de familie Synaptidae.
De wetenschappelijke naam van de soort werd in 1969 gepubliceerd door Ludwig Martin.